# Camí del Mas de Falset
El Camí del Mas de l'Hereu és un camí del terme de Castell de Mur, en terres del Meüll, de l'antic terme de Mur, al Pallars Jussà.
Arrenca del Camí del Coscó, a prop i al nord-oest de la Casa del Coscó, des d'on continua cap al nord-oest, passant per damunt i a llevant de l'Obaga del Coscó, deixant la partida del Coscó a llevant, i arriba al Mas de Falset en un quilòmetre i mig.

## Etimologia
Es tracta d'un topònim romànic modern, de caràcter merament descriptiu. Pren el nom del Mas de Falset, que és on mena.